# Benito Mussolini nella cultura di massa

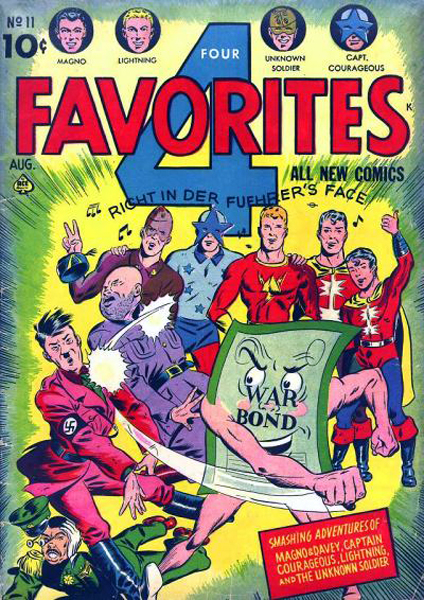
Copertina di un fumetto statunitense risalente all'agosto del 1943: in essa sono stati ritratti Mussolini, Hitler e Hirohito che vengono sconfitti da alcuni supereroi

Benito Mussolini, capo del Partito Nazionale Fascista, primo ministro del Regno d'Italia dal 1922 al 1943 nonché fondatore e alla guida della Repubblica Sociale Italiana dal 1943 al 1945, è stata una delle principali figure della seconda guerra mondiale ed in quanto tale ha ispirato registi, scrittori, drammaturghi e cantanti diventando così un personaggio estremamente famoso e controverso.

## Iconografia e idealizzazione della figura di Mussolini

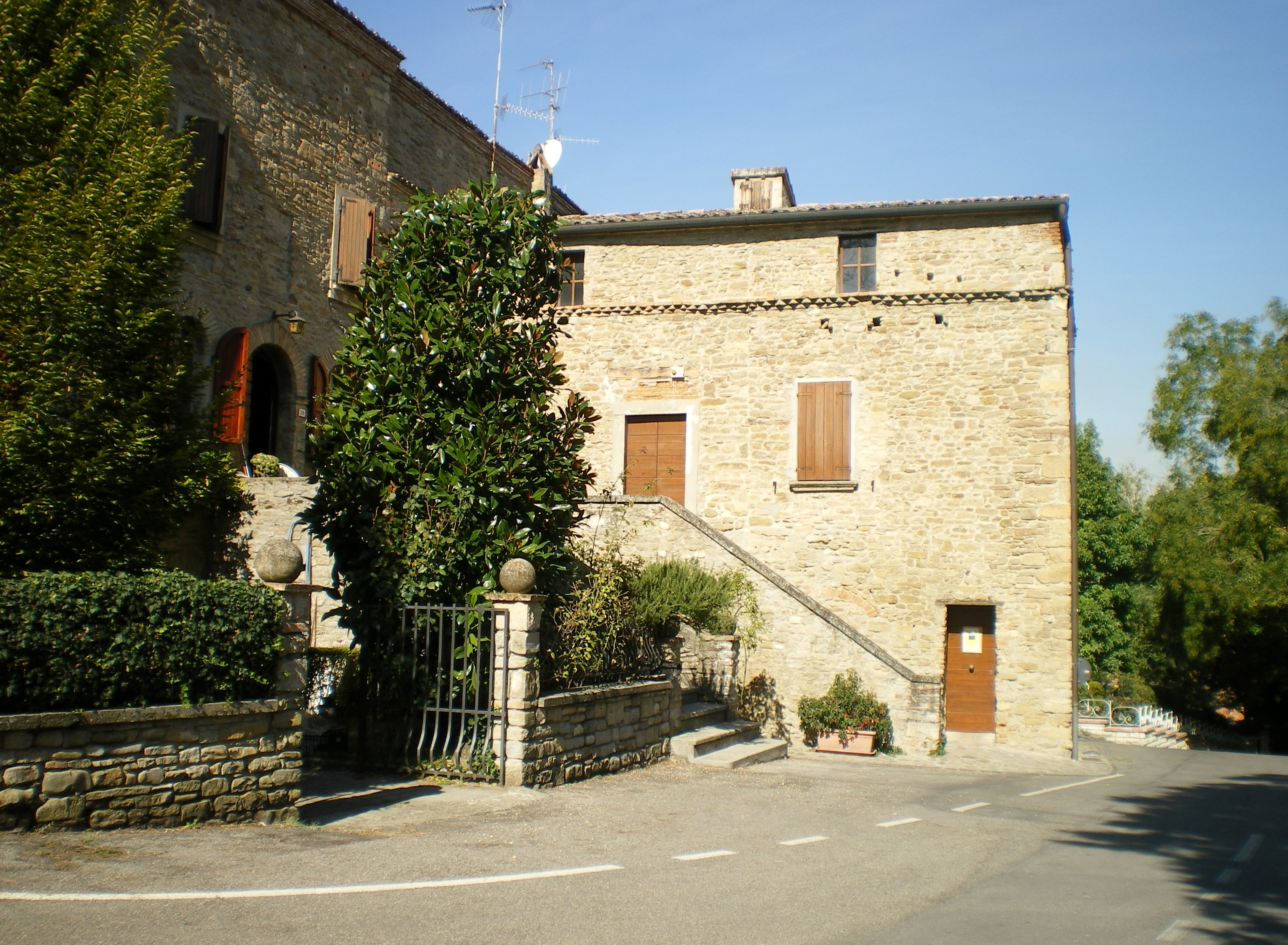
La casa natale di Benito Mussolini

Con il consolidamento del potere, si sviluppò una sorta di iconografia popolare del personaggio che rese di pubblica notorietà aspetti singolari della figura del Duce, riferimenti sino ad allora inusuali per i politici. Ad esempio, divenne popolare la casa natale di Predappio, tuttora meta di visite. Le visite erano completate dall'invio di cartoline, per le quali fu creato uno speciale annullo filatelico.
E fra i temi delle cartoline addirittura il letto in cui il Duce del Fascismo sarebbe stato partorito, visto che all'epoca si partoriva in casa.
Lo svilupparsi, il consolidarsi e la successiva e definitiva decadenza del mito di Mussolini - o, meglio, dei diversi tipi di mito mussoliniano - sono stati analizzati dallo storico Emilio Gentile nel suo saggio Fascismo. Storia e interpretazione. Nel capitolo intitolato Mussolini: i volti di un mito, l'autore passa in rassegna ed esamina con l'ausilio di diverse testimonianze ampiamente documentate, i diversi momenti di colui che fu - appunto come mito - una «componente fondamentale del fascismo» e sicuramente «uno dei miti più popolari nell'epoca fra le due guerre mondiali».
A essere tracciati sono quindi i profili dei diversi Mussolini: quello socialista, capo rivoluzionario e astro nascente del quadro politico nazionale al congresso di Reggio Emilia del 1912, il quale, in virtù anche della giovane età e della indubbia capacità oratoria, si proponeva come mito di una società che voleva essere moderna in maniera oltre e comunque differente rispetto alle spinte che venivano dalla corrente riformista del partito, in aperto antagonismo con la denunciata abulìa della politica giolittiana dell'epoca; quello nazionalradicale e interventista, mentre era alle porte la prima guerra mondiale; quello del Capo e Duce che seppe coagulare attorno al movimento da lui creato, dopo la sua uscita dall'orbita del socialismo, una vera e propria «fabbrica del consenso» (il Mussolini della «gente comune e giustiziere» [per conto] del «popolo»); per giungere infine a quello della catastrofe e della caduta (della fiducia popolare, ma non solo) che, sfumata l'onda della macchina propagandistica e raccolti i catastrofici fallimenti in campo politico, diplomatico e militare, non poté che confidare nella visione degli "irriducibili" che da "mitica" non poteva che trasformarsi - inevitabilmente, si direbbe - in "mistica".
Scrisse a tal proposito Gentile: «Come altri miti politici del nostro tempo, anche questo [di Mussolini] è stato il prodotto di una situazione storica, cioè di condizioni sociali e psicologiche, culturali e politiche; ma, a sua volta, il mito ha operato nella realtà, ha influito sullo svolgimento della situazione storica condizionando l'atteggiamento di molte persone verso di essa. Nella moderna politica di massa, il mito ha un ruolo e un'attività che non possono essere trascurati nell'analisi dei movimenti collettivi senza compiere una sensibile mutilazione nella loro realtà storica. E questo vale soprattutto per il fascismo, che è stato il primo movimento politico di massa che ha portato il mito al potere.»
Mussolini attrasse su di sé l'interesse dei personaggi contemporanei più influenti; il 9 luglio del 1930 per esempio incontrò Gandhi a Palazzo Venezia, e il leader indiano, dopo l'incontro durato venti minuti, di ritorno in India lo descrisse così scrivendo a Romain Rolland: «Mussolini è un enigma per me. Molte delle riforme che ha fatto mi attirano. Sembra aver fatto molto per i contadini. In verità, il guanto di ferro c'è. Ma poiché la forza (la violenza) è la base della società occidentale, le riforme di Mussolini sono degne di uno studio imparziale. La sua attenzione per i poveri, la sua opposizione alla superurbanizzazione, il suo sforzo per attuare una coordinazione tra il capitale e il lavoro, mi sembrano richiedere un'attenzione speciale. [...] Il mio dubbio fondamentale riguarda il fatto che queste riforme sono attuate mediante la costrizione. Ma accade anche nelle istituzioni democratiche. Ciò che mi colpisce è che, dietro l'implacabilità di Mussolini, c'è il disegno di servire il proprio popolo. Anche dietro i suoi discorsi enfatici c'è un nocciolo di sincerità e di amore appassionato per il suo popolo. Mi sembra anche che la massa degli italiani ami il governo di ferro di Mussolini.» Mentre Mussolini disse del Mahatma: «È un santone, un genio, che, cosa rara, usa la bontà come arma».

## L'immagine nella propaganda avversaria
Nel cartone animato di propaganda della Warner Bros. del 1942 The Ducktators il dittatore italiano è rappresentato come una tronfia oca grassa e completamente nera, unico animale della fattoria ad allearsi con l'anatra Hitler. Mussolini qui è molto vanesio ed amante delle adunate oceaniche e delle adulazioni; sfoggia un improbabile accento napoletano e soprattutto si esibisce in discorsi futili e senza senso.
In Der Fuehrer's Face (1943), uno dei cartoni animati di propaganda più famosi di Walt Disney, Mussolini fa una fugace apparizione come suonatore di grancassa. Viene inoltre raffigurato in uno dei tre ritratti (gli altri due sono di Hitler e di Hirohito) che Paperino è costretto a "venerare" ogni mattina eseguendo di fronte ad essi il saluto romano.

## Le rappresentazioni da vivo

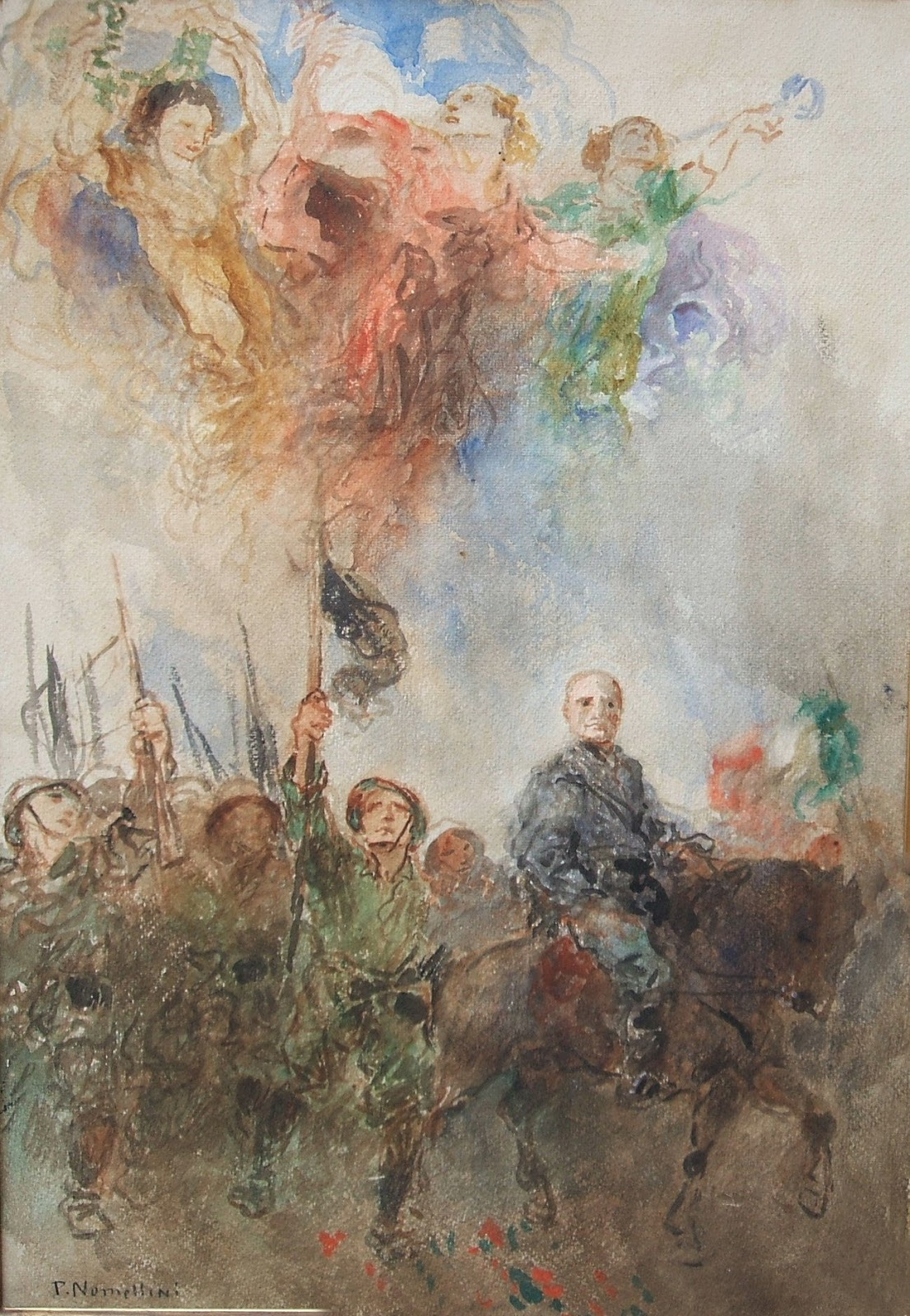
In trionfo: olio su tempera di Plinio Nomellini (1930 circa)

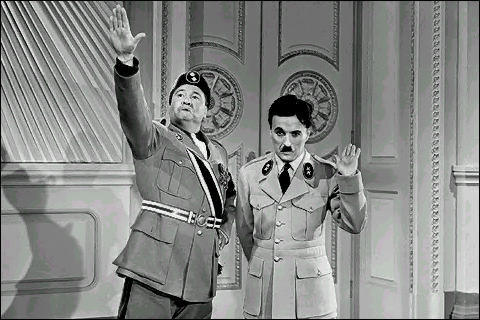
Jack Oakie insieme a Charlie Chaplin nel ruolo di Mussolini / Napaloni / Napoloni ne Il grande dittatore

Durante il ventennio Mussolini fu spesso descritto in Italia come una figura prossima alla divinità, amato, rispettato ed idolatrato dal popolo d'Italia: si vedano ad esempio i numerosi panegirici, mezzibusti, dipinti e raffigurazioni scultoree che venivano quotidianamente creati in suo onore nelle scuole e nei pubblici uffici del Regno.
I giornali e i cinegiornali di regime lo raffiguravano spesso in pose militari e con lo sguardo corrucciato: l'immagine che si voleva dare era di quella di un severo superumano capace di gestire tutte le attività dello Stato, dalle più importanti alle più futili. Infatti la propaganda voleva diffondere il mito di un Mussolini dalla forza straordinaria e assolutamente in grado di svolgere tutte le mansioni lavorative: per questo si faceva smercio delle foto che lo raffiguravano a torso nudo (celebre l'immagine del Duce senza vestiti dalla cintola in su durante le prime fasi della battaglia del grano).
All'estero la percezione di Mussolini fu più controversa. Non appena prese il potere Mussolini venne bollato dal New York Tribune come il capo di una specie di Ku Klux Klan italiano e nel 1933 Diego Rivera dipinse il murale Mussolini, creato sulla falsariga di Cultura nazista: in esso si vedeva un aggressivo Duce arringare la folla che gli risponde con il saluto romano mentre viene sostenuto dai potentati italiani (papa Pio XI, un rettore che rappresenta il mondo della cultura di regime, un soldato e un ricco imprenditore), da un agente britannico e da un membro del Ku Klux Klan; in basso al graffito, la scure della censura si abbatte con i pugnali verso Matteotti, Gramsci e Gobetti.
Il Primo ministro inglese Winston Churchill apprezzò il Duce e rivolgendosi a Mussolini nel 1927 dichiarò: «Se io fossi italiano sarei stato con voi fin dal principio. [...] Il vostro movimento ha reso un servigio al mondo intero» e il Mahatma Gandhi dopo il suo viaggio in Italia disse «Mussolini è un enigma per me. Molte delle riforme che ha fatto mi attirano. Sembra aver fatto molto per i contadini. In verità, il guanto di ferro c'è. Ma poiché la forza è la base della società occidentale, le riforme di Mussolini sono degne di uno studio imparziale. La sua attenzione per i poveri, la sua opposizione alla superurbanizzazione, il suo sforzo per attuare una coordinazione tra il capitale e il lavoro, mi sembrano richiedere un'attenzione speciale. [...] Il mio dubbio fondamentale riguarda il fatto che queste riforme sono attuate mediante la costrizione. Ma accade anche nelle istituzioni democratiche. Ciò che mi colpisce è che, dietro l'implacabilità di Mussolini, c'è il disegno di servire il proprio popolo. Anche dietro i suoi discorsi enfatici c'è un nocciolo di sincerità e di amore appassionato per il suo popolo. Mi sembra anche che la massa degli italiani ami il governo di ferro di Mussolini». (Gandhi, da una lettera a Rolland del dicembre 1931). Ancora prima dell'entrata in guerra dell'Italia, alcuni giornali stranieri ritraevano Mussolini come l'uomo-chiave nel Mediterraneo.
Nel film di Charlie Chaplin Il grande dittatore (1940) il Duce è interpretato da Jack Oakie; il caratterista statunitense rende Mussolini un buffone che, pur arrivando a giocare un ruolo fondamentale nello scacchiere diplomatico internazionale, non perde l'occasione di mettere in mostra la sua guitteria. Il Mussolini di Oakie mira all'efficientismo, ha un marcato accento romagnolo, ama mettersi in posa e possiede alcune caratteristiche dello stereotipo dell'italiano medio: "compagnone", scherzoso, irascibile, energico e competitivo.

## Le rappresentazioni dopo la morte

La mimica gestuale di Mussolini è stata spesso oggetto di parodie e imitazioni

Anche e anzi soprattutto dopo la sua scomparsa Mussolini è stato citato e richiamato anche al di fuori del contesto politico-storico. Molti sono i temi scandagliati di volta in volta dai vari autori. In particolare:
1. le strategie adottate durante la seconda guerra mondiale;
2. la severità di molte delle sue azioni;
3. il mito superomistico;
4. la retorica, piena di frasi pompose e aggressive spesso ritortesi contro il loro stesso autore come: "Spezzeremo le reni", "Vincere e vinceremo", il discorso del bagnasciuga;
5. la mimica facciale assunta durante i discorsi: celebri sono rimasti i suoi strabuzzar d'occhi, le sue smorfie e la voluttuosa mascella virilmente messa in mostra.

Nel suo libro Alla corte del duce, il giornalista e storico esperto del fascismo Antonio Spinosa riferisce di come lo scrittore Ugo Ojetti descrisse in un suo lungo articolo la fisiognomica di colui che "non era più un semplice capopartito, ma il duce":
Nei discorsi, tenuti da Mussolini, c’era un continuo cambiamento nella mimica, ovvero nei gesti, nei movimenti del corpo e nel mutare dell’espressione del volto. Lo stile e il modo di atteggiarsi nei discorsi, nei quali Mussolini osservava la folla, alzava la voce e allungava il braccio, poi si soffermava a meditare su quanto detto, infine guardava in alto, e usciva di scena, rappresenta un modo di comunicare teatrale, ma che all’epoca toccava il cuore della gente. Il Duce parlava alla folla da un balcone per poter dare di sé un’immagine divina. Emblematici sono i discorsi che Mussolini teneva affacciato al balcone di Palazzo Venezia, dal quale osservava un’adunata oceanica. Un gesto simbolico, oltre al saluto romano, era il pugno chiuso che simboleggiava la sua forza e il suo potere e la minaccia verso gli oppositori. I discorsi alla folla rientrano nella politica di mitizzazione attuata da Mussolini. La massa infatti, era un elemento fondamentale per il regime totalitario che ricercava suo il consenso, attraverso la propaganda. I discorsi pronunciati dal Duce venivano diffusi via radio e ascoltati in tutta la Penisola. Inoltre erano filmati per essere poi mostrati nei cinegiornali, che tutte le sale cinematografiche erano tenute a mandare in onda prima di ogni proiezione.
Famose sono, sotto questo punto di vista, le numerose imitazioni di Totò e Alberto Sordi, in particolare quelle contenute rispettivamente nei film Lo smemorato di Collegno e Il presidente del Borgorosso Football Club. In uno sketch anti-nazista dei Monty Python degli anni Settanta fa una piccola apparizione in quanto "cuoco dell'Asse". Rimanendo in ambito comico, nel film Quando c'era lui... caro lei! (con Paolo Villaggio) è il caratterista Eolo Capritti ad assumere le sembianze di un Mussolini atleticissimo e tombeur de femmes.
Passando invece a pellicole di cinema d'impegno, Rod Steiger ha interpretato il Duce due volte: in Mussolini ultimo atto di Carlo Lizzani e in Il leone del deserto di Moustapha Akkad mentre Mario Adorf ha interpretato Mussolini in Il delitto Matteotti di Florestano Vancini. Il politico di Predappio è inoltre presente nel dramma televisivo Io e il duce in cui lo incarna Bob Hoskins, nel film Il giovane Mussolini con Antonio Banderas, nella pellicola di Marco Bellocchio Vincere in cui ha le sembianze di Filippo Timi, e nel film sull'ultimo periodo di vita di Gabriele D'Annunzio Il cattivo poeta.
Nel romanzo Inferno (1976) di Larry Niven e Jerry Pournelle, Mussolini assume un ruolo analogo al Virgilio dantesco, guidando il protagonista attraverso l'Inferno: al termine del romanzo potrà quindi accedere al Purgatorio per purificarsi dai peccati. La figura di Mussolini, ancora vivo e al potere sino al 1960 nella finzione letteraria, diventa quella di un personaggio anziano e ossessionato dal potere nella trilogia di romanzi di Enrico Brizzi che compongono l'Epopea Fantastorica Italiana: L'inattesa piega degli eventi (2008), La nostra guerra (2009) e Lorenzo Pellegrini e le donne (2012).
Quattro brani di successo sono incentrati sulla sua figura: Do The Mussolini (Headkick) dei Cabaret Voltaire (1978), Der Mussolini dei tedeschi D.A.F. (1981), Mussolini Disco Dance di Giorgio Panariello (1989) e Mussolini Vs. Stalin dei Gogol Bordello (1999); inoltre è il "protagonista" della canzone Death Mask Mussolini dei Dirty Roseanne (2009). Nella clip del brano del 1986 Land of Confusion della band rock inglese dei Genesis la figura di Mussolini compare, insieme a molte altre di celebri politici, sotto forma di pupazzo, ben riconoscibile dalle fattezze del volto e dal caratteristico fez. Agli inizi degli anni Ottanta John Belushi creò il personaggio di Ricky Mussolini, nipote ventisettenne del Duce, di cui copiava le mimiche e gli atteggiamenti. In un episodio del programma televisivo Celebrity Deathmatch, Mussolini affronta Roberto Benigni uscendone rocambolescamente sconfitto.
Nei Simpson viene citato più volte: nell'episodio Schermaglie fra generazioni viene nominato all'inizio da Homer insieme ad Hitler e successivamente si sente alla radio il suo discorso inerente alla dichiarazione di guerra del 10 giugno 1940 mentre nella puntata Il Bob italiano Homer si affaccia al balcone del paese di Salsiccia e imita le sue pose (credendo in realtà di parodiare Donald Trump); inoltre il nome completo del migliore amico di Bart è Milhouse Mussolini Van Houten.
Alcuni hanno ipotizzato che Mussolini fosse in possesso di un raggio della morte, una potente arma segreta in grado di provocare a distanza il blocco dei motori e la distruzione degli aerei nemici. Tali voci, all'epoca mai confermate né smentite, coinvolsero anche il nome dello scienziato italiano più in vista dell'epoca, Guglielmo Marconi, e furono sfruttate dalla propaganda di regime.
Secondo il Centro Ufologico Nazionale, Mussolini avrebbe ordinato ad alcuni membri dell'OVRA di occuparsi del recupero di un oggetto volante non identificato precipitato o atterrato in Lombardia nel 1933, e che su suo ordine sarebbe divenuto oggetto di studi segreti da parte degli scienziati italiani. Della notizia si sono anche occupati alcuni quotidiani (Il Quotidiano, Il Giorno e La Repubblica).
Durante la prima prova scritta dell'esame di maturità dell'anno scolastico 2009-2010 una delle tracce, incentrata sul ruolo dei giovani nella storia e della politica, conteneva uno stralcio del discorso del Duce in parlamento dopo il delitto Matteotti, assieme ad estratti di testi di Palmiro Togliatti, Aldo Moro e Giovanni Paolo II: per la prima volta in Italia una dichiarazione di Mussolini è stata utilizzata dal Ministero dell'Istruzione come documento per un suo utilizzo scolastico.

## Benito Mussolini nella cinematografia
Qui sotto sono elencati tutti i film e serie televisive nei quali fa la sua comparsa Mussolini. Sono state inserite anche le commedie nelle quali compare il personaggio e quindi non solamente i film prettamente storici.
| Anno | Film                                                                                | Attore             | Note                                                                |
| ---- | ----------------------------------------------------------------------------------- | ------------------ | ------------------------------------------------------------------- |
| 1942 | Signorine, non guardate i marinai (Star Spangled Rhythm)                            | Paul Porcasi       |                                                                     |
| 1942 | The Devil with Hitler                                                               | Joe Devlin         | Cortometraggio                                                      |
| 1943 | Nazty Nuisance                                                                      | Joe Devlin         |                                                                     |
| 1944 | Il miracolo del villaggio (The Miracle of Morgan's Creek)                           | Joe Devlin         |                                                                     |
| 1959 | "The Killers of Mussolini", episodio della serie Playhouse 90                       | Nehemiah Persoff   |                                                                     |
| 1967 | "Antica vendetta", episodio della serie Kronos - Sfida al passato (The Time Tunnel) | Nino Candido       |                                                                     |
| 1969 | "These Men Are Dangerous: Mussolini", episodio della serie Thirty-Minute Theatre    | John Castle        |                                                                     |
| 1969 | La resa dei conti: Dal gran consiglio al processo di Verona                         | Ivo Garrani        | Miniserie televisiva                                                |
| 1970 | Osvobozhdenie: Ognennaya duga                                                       | Ivo Garrani        |                                                                     |
| 1970 | Osvobozhdenie: Proryv                                                               | Ivo Garrani        |                                                                     |
| 1972 | Girolimoni, il mostro di Roma                                                       | Luciano Catenacci  |                                                                     |
| 1973 | Dny zrady                                                                           | Vladimír Stach     |                                                                     |
| 1973 | Il delitto Matteotti                                                                | Mario Adorf        |                                                                     |
| 1973 | La grande battaglia (The Great Battle)                                              | Ivo Garrani        |                                                                     |
| 1974 | Mussolini ultimo atto                                                               | Rod Steiger        |                                                                     |
| 1975 | Caesar and Claretta                                                                 | Robert Hardy       | Film televisivo                                                     |
| 1976 | Telefoni bianchi                                                                    | Dino Baldazzi      |                                                                     |
| 1977 | Nazis dans le métro                                                                 | Albert Médina      |                                                                     |
| 1978 | Quando c'era lui... caro lei!                                                       | Eolo Capritti      |                                                                     |
| 1980 | Il leone del deserto (Lion of the Desert)                                           | Rod Steiger        |                                                                     |
| 1981 | Don Luigi Sturzo                                                                    | Luca Biagini       | Miniserie televisiva                                                |
| 1983 | Venti di guerra (The Winds of War)                                                  | Enzo G. Castellari | Miniserie televisiva                                                |
| 1983 | Il Rubacuori (Le bourreau des coeurs)                                               | Gérard Couderc     |                                                                     |
| 1984 | Claretta                                                                            | Fernando Briamo    |                                                                     |
| 1985 | Io e il duce (Mussolini and I)                                                      | Bob Hoskins        | Miniserie televisiva                                                |
| 1985 | Mussolini: The Untold Story                                                         | George C. Scott    | Miniserie televisiva                                                |
| 1986 | Maria                                                                               | Jules Bruessing    |                                                                     |
| 1989 | Countdown to War                                                                    | Barrie Rutter      | Film televisivo                                                     |
| 1993 | Il giovane Mussolini                                                                | Antonio Banderas   | Miniserie televisiva                                                |
| 1998 | "Rumo a Tarento", episodio della serie Major Alvega                                 | Júlio Cardoso      |                                                                     |
| 1998 | Mosley                                                                              | Stephen Gressieux  | Miniserie televisiva                                                |
| 1999 | Un tè con Mussolini                                                                 | Claudio Spadaro    |                                                                     |
| 1999 | "World War II", episodio della serie Histeria!                                      | Jeff Bennett       |                                                                     |
| 1999 | "In Memory of Stacy Cornbred", episodio della serie Celebrity Deathmatch            | Frank Campanella   |                                                                     |
| 2001 | Grégoire Moulin contre l'humanité                                                   | Patrick Lambert    |                                                                     |
| 2002 | Maria José - L'ultima regina                                                        | Claudio Spadaro    | Miniserie televisiva                                                |
| 2002 | Episodio 1x675 della serie Passions                                                 | Dennis Garber      |                                                                     |
| 2003 | Más vampiros en La Habana                                                           | Manuel Marín       |                                                                     |
| 2005 | Ten Days to Victory                                                                 | Geoffrey Greenhill | Film televisivo                                                     |
| 2005 | Edda                                                                                | Claude Brasseur    | Miniserie televisiva                                                |
| 2006 | Love Hollywood Style                                                                | Harrison Held      |                                                                     |
| 2006 | Mafalda di Savoia - Il coraggio di una principessa                                  | Claudio Spadaro    | Miniserie televisiva                                                |
| 2007 | Dante's Inferno                                                                     | Matt Walsh (voce)  |                                                                     |
| 2008 | An American Carol                                                                   | Randall Bosley     |                                                                     |
| 2009 | Vincere                                                                             | Filippo Timi       |                                                                     |
| 2018 | Sono tornato                                                                        | Massimo Popolizio  |                                                                     |
| 2022 | Rapiniamo il duce                                                                   | Stefano Daniele    |                                                                     |
| 2022 | Pinocchio di Guillermo del Toro (Guillermo del Toro's Pinocchio)                    | Tom Kenny (voce)   | Film d'animazione                                                   |
| 2024 | La lunga notte - La caduta del Duce                                                 | Duccio Camerini    | Serie televisiva                                                    |
| 2025 | M - Il figlio del secolo                                                            | Luca Marinelli     | Miniserie televisiva tratta dall'omonimo romanzo di Antonio Scurati |